# BiciQuito
BiciQuito (antes conocido como BiciQ) es el sistema de alquiler de bicicletas públicas de la ciudad de Quito, capital de Ecuador, e inaugurado en el año 2012. El sistema consta de casi dos mil bicicletas con un diseño único, distribuidas en 30 estaciones ubicadas en lugares cercanos a los puntos de mayor afluencia o interés comercial, bancario, turístico y estudiantil.

## Sistema de uso
Para acceder al sistema los usuarios deben registrarse en el sitio web Biciquito.gob.ec y firmar un contrato de buen uso, entonces se le otorga un carné que sirve para hacer uso de las bicicletas en un horario de siete de la mañana a siete de la noche durante todo el año (excepto el 1 de enero).
El perímetro de aplicación del sistema es en el denominado «Hipercentro» entre el Centro histórico de Quito y el sector de «La Y», al norte, y está planificado expandirse hacia el sur de la ciudad hasta el parque Las Cuadras, en Quitumbe Cada bicicleta se puede usar por una hora y debe ser entregada en cualquier estación (la distancia promedio entre estaciones es de diez minutos), pero si el usuario ya cumplió ese tiempo y no ha llegado a su destino debe esperar diez minutos antes de poder acceder nuevamente al sistema.
Hasta octubre de 2013 el servicio tenía un costo de 25 dólares anuales, pero para fortalecer la movilidad no motorizada, la Alcaldía de Quito dispuso la gratuidad del servicio a inicios de enero de 2015, el Consorcio Construbicis-Linkearnet finalizó el contrato de operación de la bicicleta pública, la Corporación de Capacitación para la Productividad fue la encargada de operar el sistema desde entonces, para finales de febrero de 2016, el Municipio revocó esta concesión y actualmente se encuentra operando la bicicleta pública a través de su Secretaría de Movilidad.

## Unidades
En su primer año el sistema tenía 425 bicicletas convencionales, agregándose 200 más en septiembre de 2014 y otro lote en 2015. A mediados del año 2016 se aumentaron un total de 895 bicicletas, 595 convencionales y 300 eléctricas, pudiendo encontrar estas últimas en doce de las veinticinco estaciones.

## Estaciones

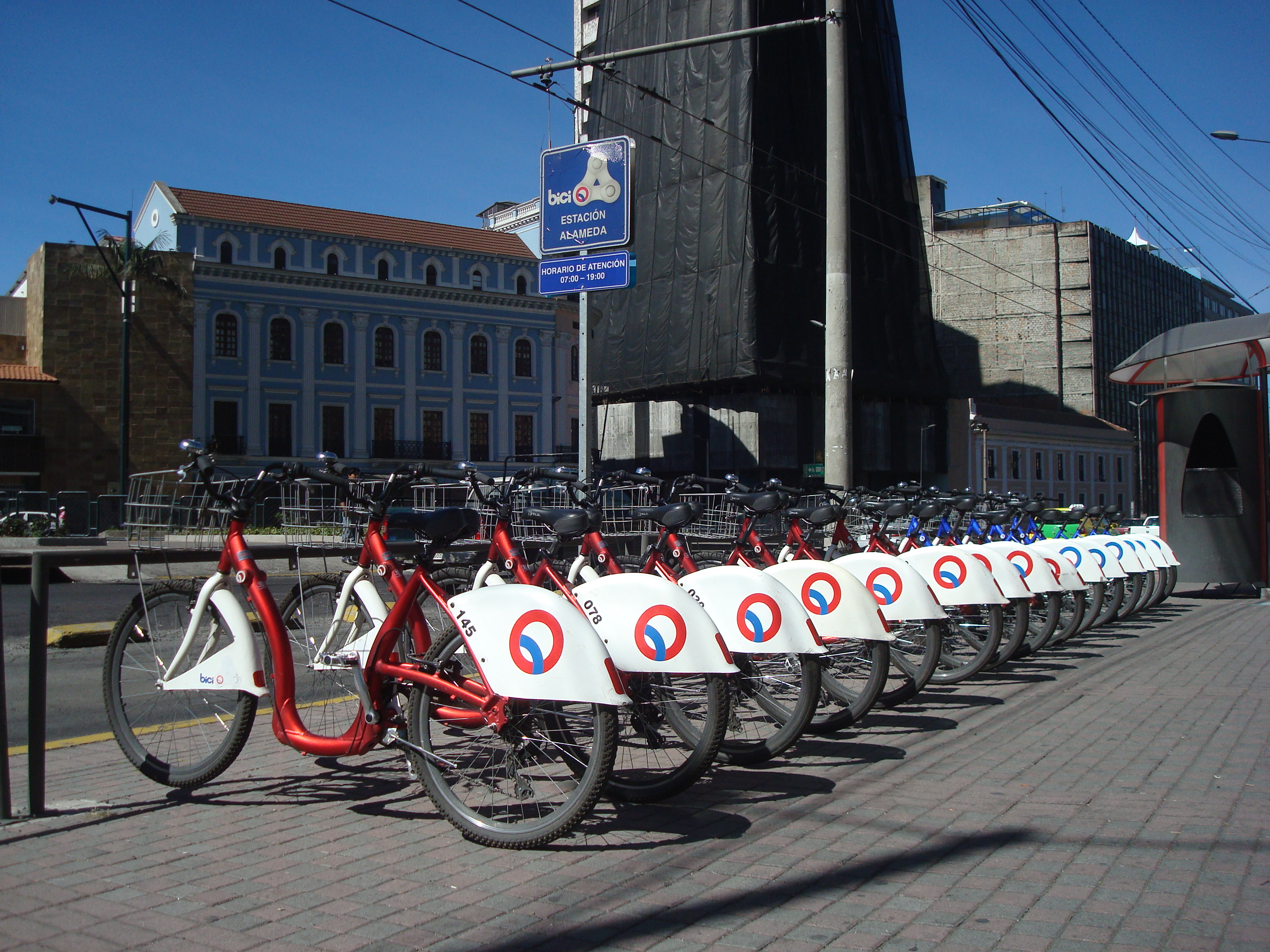
Estación La Alameda, en el Centro Histórico.

Las treinta estaciones de BiciQuito, desde el sur de la ciudad hacia el norte son:
- 5 de junio (avenida 5 de junio y General Miller)[15]
- Villaflora (redondel de La Villaflora)[15]
- La Magdalena (Estación multimodal La Magdalena)[15]
- Santo Domingo (Plaza de Santo Domingo, calles Guayaquil y Bolívar)
- La Alameda (Parque La Alameda, avenida 10 de agosto, frente al Banco Central del Ecuador)
- Asamblea Nacional (calle Hermanos Pazmiño y avenida 6 de diciembre)
- IESS (Parque El Ejido, avenida 10 de agosto y calle Río de Janeiro)
- Parque Gabriel Navarro (La Vicentina)[15]
- El Ejido (Arco de La Circasiana, avenida Amazonas y Patria)
- Universidad Central (Av. América y San Gregorio)
- Santa Marianita (Av. Amazonas y Carrión)
- Santa Clara (Parque Julio Andrade, Av 10 de agosto y Veintimilla)
- (PUCE) Pontificia Universidad Católica del Ecuador (Veintimilla y 12 de octubre)
- Seminario Mayor (A. América y Colón)
- Administración La Mariscal (Plaza Gabriela Mistral, Reina Victoria y Cordero)
- Mirador de Guápulo (avenida González Suárez)[15]
- Colegio Militar (Av. Amazonas y Orellana)
- FLACSO (Av. Diego de Almagro y La Pradera)
- Ministerio de Agricultura (Av. Eloy Alfaro y Av. Amazonas)
- Las Cámaras (Av. Amazonas y Av. de la República)
- San Gabriel (Av. América y Rumipamba)
- Cruz del Papa (Av. Amazonas y Av. Atahualpa)
- Portugal (Av. de los Shirys y Portugal)
- Naciones Unidas (Blvd. Naciones Unidas y Japón)
- Plaza de las Américas (Veracruz y Blvd. Naciones Unidas)
- Estadio Olímpico (Blvd. Naciones Unidas y República de El Salvador)
- Administración Zonal Norte (Av. Amazonas y Alfonso Pereira)
- Plaza de Toros (Av. Amazonas y Juan de Azcaray)
- El Labrador (Av. Amazonas e Isaac Albéniz)

### Estaciones eliminadas
- Plaza Grande (Plaza Huerto San Agustín), calles Guayaquil y Mejía
- La"Y" (Antigua Estación Norte Trolebús), Avenida 10 de agosto y José Falconí